# Вајтсборо (Тексас)
Вајтсборо (енгл. Whitesboro) град је у америчкој савезној држави Тексас. По попису становништва из 2010. у њему је живело 3.793 становника.

## Демографија
Према попису становништва из 2010. у граду је живело 3.793 становника, што је 33 (0,9%) становника више него 2000. године.
| Група             | 2000.         | 2010.         |
| Белци             | 3.569 (94,9%) | 3.388 (89,3%) |
| Афроамериканци    | 7 (0,2%)      | 12 (0,3%)     |
| Азијати           | 15 (0,4%)     | 26 (0,7%)     |
| Хиспаноамериканци | 111 (3,0%)    | 297 (7,8%)    |
| Укупно            | 3.760         | 3.793         |